# Víktor Moskalenko
 Víktor Moskalenko, en ucraniano Виктор Москаленко. (n.  Odesa, Ucrania, 12 de abril de 1960) es un Gran Maestro Internacional de ajedrez de origen ucraniano, nacionalizado español.

## Resultados destacados en competición
Fue una vez campeón de Ucrania, en el año 1987 y siendo subcampeón en una ocasión en 1988 por detrás de los grandes maestros Vasili Ivanchuk y Vladimir Malaniuk.
Fue tres veces Campeón de Cataluña de ajedrez, en los años 2001, 2005 y 2007, y resultó subcampeón en una ocasión, en el año 2006.

## Libros Publicados
Ha escrito los siguientes libros:
- The Fabulous Budapest Gambit, New In Chess, ISBN 978-90-5691-224-6, año 2007.  (en inglés)
- La defensa francesa, Esfera editorial, ISBN 978-99920-906-9-5, año 2008.
- Revolutionize Your Chess, New In Chess, ISBN 978-90-5691-295-6, año 2009.  (en inglés)